# مارسيو فالفيردي
مارسيو فالفيردي (بالإسبانية: Marcio Valverde)‏ (23 أكتوبر 1987 بليما في بيرو - ) هو مدرب كرة قدم ولاعب كرة قدم بيروفي في مركز الظهير. شارك مع منتخب بيرو لكرة القدم. أما مع النوادي، فقد لعب مع نادي سبورتينغ كريستال وAlianza Atlético ‏ وCusco FC ‏ ونادي جامعة كاخاماركا التقنية ‏.

## وصلات خارجية
- مارسيو فالفيردي على موقع الاتحاد الدولي (مؤرشف)  (الإنجليزية)
- مارسيو فالفيردي على موقع قاعدة بيانات كرة القدم.إي يو (الإنجليزية)
- مارسيو فالفيردي على موقع ناشيونال فوتبول تيمز (الإنجليزية)
- مارسيو فالفيردي على موقع Soccerway.com (الإنجليزية)